# Kevin Rivera
Kevin Manuel Rivera Serrano (* 28. Juni 1998 in Cartago) ist ein costa-ricanischer Radrennfahrer.

## Werdegang
Zur Saison 2017 wurde Rivera Mitglied im UCI ProTeam Androni Giocattoli-Sidermec. Bereits im ersten Jahr erzielte er bei der China-Rundfahrt II seine ersten internationalen Erfolge. Bis 2020 folgten weitere Erfolge bei der China-Rundfahrt, Sibiu Cycling Tour, Tour de Langkawi und der Vuelta al Táchira.
Zur Saison 2021 wechselte Rivera zum ProTeam Bardiani CSF Faizanè. Nachdem er Anfang der Saison an COVID-19 erkrankt war, fand er nicht zu seiner Form, so dass der Vertrag im gegenseitigen Einvernehmen zur Jahresmitte aufgelöst wurde.
Im Zuge der Neuaufstellung des Teams wurde Rivera zur Saison 2022 Mitglied im UCI ProTeam Gazprom-RusVelo.

## Erfolge
2017
- Gesamtwertung, eine Etappe und Bergwertung China-Rundfahrt II

2018
- eine Etappe Vuelta al Táchira

2019
- eine Etappe und Bergwertung China-Rundfahrt II
- Gesamtwertung, eine Etappe und Nachwuchswertung Sibiu Cycling Tour
- Nachwuchswertung Tour of Bihor - Bellotto
- Nachwuchswertung Vuelta Ciclista de Chile

2020
- eine Etappe Tour de Langkawi
- zwei Etappen, Bergwertung und Nachwuchswertung Vuelta al Táchira